# Mance Lipscomb
Mance Lipscomb, född 9 april 1895 som Beau De Glen Lipscomb i Navasota, Texas, död 30 januari 1976, var en amerikansk bluessångare och gitarrist. Lipscomb ändrade sitt namn till Mance, som syftar på ordet emancipation ("frigörelse"), eftersom han var son till en slav.

## Biografi
Lipscomb arbetade större delen av sitt liv som bonde i Texas och upptäcktes i början av 1960-talet när vita ungdomar började lyssna på blues. Hans låt "Baby, Let Me Lay It On You" arbetades om av Eric Von Schmidt och Bob Dylan till "Baby, Let Me Follow You Down" efter ett uppträdande Lipscomb gjort i New York.
Till skillnad från många andra bluesmusiker födda kring sekelskiftet som Blind Blake och Blind Willie McTell har Mance Lipscomb en relativt välbevarad historia. Han släppte sex album och medverkade i filmen A Well Spent Life. 
Trots en viss berömmelse avled Mance Lipscomb fattig i sin hemstad Navasota två år efter en stroke.